# Udruženje prijatelja luzofonije
Udruženje prijatelja luzofonije (порт. Associação de amigos da lusofonia) nastalo je u novembru 2010. godine na inicijativu bivših studenata portugalskog jezika, a sa ciljem da kroz razne kulturne aktivnosti okupi zaljubljenike u portugalski jezik i kulture luzofonih zemalja. Udruženje je do sada organizovalo brojne večeri poezije i muzike na  portugalskom jezikuu, kao i programe književnih večeri posvećene luzofonim piscima.
Kao jedan od načina da promoviše portugalski jezik Udruženje nekoliko puta godišnje organizuje susrete govornika portugalskog jezika (Bate-papo) na kojima se učesnici druže i razgovaraju na portugalskom uz kontakt sa izvornim govornicima i predstavnicima luzofonih kultura.
Udruženje prijatelja luzofonije sarađuje između ostalih i sa kulturnim centrom Nea Pangea, na čijim brojnim manifestacijama i raznolikim kulturnim sadržajima od oktobra 2012. godine aktivno učestvuje predstavljajući luzofone kulture.
U KC Nea Pangea je u novembru 2012. u organizaciji Udruženja održan razgovor s jednim brazilskim višestranim umetnikom kao deo zvaničnog programa „Nedelje kulture severoistoka Brazila” Ambasade Brazila u Beogradu.
Od februara 2013. započeta je i saradnja sa Wikimediom Srbija u obliku prevodilačke radionice s portugalskog na srpski jezik.
U okviru Udruženja 2011. godine oformljena je prevodilačka sekcija koja okuplja dvadesetak mladih prevodilaca sa portugalskog na srpski jezik. Sekcija je u saradnji sa izdavačkim kućama „Dereta” i „Treći trg” objavila prevod zbirke savremene poezije luzofone Afrike „Ruke pune Sunca” i antologiju angolskih priča „Kad bi život bio takav”.
Na Međonarodnom sajmu knjiga 2011. godine u Beogradu, na kojem je počasni gost bio portugalski jezik, nekoliko članova Udruženja je pomoglo realizaciju Sajma, učestvovanjem na nekoliko promocija i konferencija kao prevodioci, sagovornici, ali i promoteri.
Pri Udruženju deluje i pozorišna trupa Teatro da Cidade Branca (Pozorište belog grada) koja je do sada realizovala četiri predstave koje su izvedene u Srbiji, Portugalijii i  Sloveniji: As três pessoas ou o Sr. Valéry dizia (2008), Pouca terra tanta terra (2009), Nunca nada de ninguém (2011) i A Noite (2012).
As três pessoas ou o Sr. Valéry dizia je predstava rađena po motivima istoimenog dela Gonsala M. Tavareša. Doživela je promocije na nekoliko značajnijih festivala, kako u zemlji, tako i u inostranstvu, poput festivala Histrion u  Beogradu (2008), Il Encontro de Teatro Dos Leitorados u Portugaliji 2008. i na Festunitu u Ljubljana, Slovenija (2010).
Druga, ovoga puta autorska predstava nosi naziv Pouca terra – tanta terra, i izvedena je na pomenutom festivalu u Portugalijii 2009. godine.
Predstava A Noite premijerno je izvedena u okviru kulturne manifestacije Dana Portugala u aprilu 2012. godine, koju je Udruženje organizovalo u saradnji sa Ustanovom kulture Parobrod. Tom prilikom je u okviru programa u trajanju od tri dana organizovana izložba fotografija iz Portugalije, debate na teme vezane za društvo savremene Portugalije, projekcija filma Amalia, a predstavljene su i poezija i muzika posvećene Revoluciji karanfila 1974. godine u Portugaliji.